# Capnia quadrituberosa
Capnia quadrituberosa är en bäcksländeart som beskrevs av Hitchcock 1958. Capnia quadrituberosa ingår i släktet Capnia och familjen småbäcksländor. Inga underarter finns listade i Catalogue of Life.